# Laperousea blattifera
Laperousea blattifera är en spindelart som först beskrevs av Arthur Urquhart 1887.  Laperousea blattifera ingår i släktet Laperousea och familjen täckvävarspindlar. Inga underarter finns listade i Catalogue of Life.